# 稙田氏

豊後国地図。

稙田氏（わさだうじ、わさだし）は、日本の氏族。

## 歴史
大神氏は、大神比義の流れを汲む地祇族で鉱業に関わり、平安後期に豊後南部、大分、大野、直入、佐伯地方を拠点に活躍した武士集団である。拠点の大野直入の原野で馬を飼育、馬を巧みに操り弓矢打ちに長け、武力を背景に要職を手に入れ、農民支配を行い、武士集団として豊後における武家世代を成立させていった一族である。
『豊後國志』（岡藩　唐橋世濟　復刻版）から、豊後大神氏の歴史上の出来事では、豊後が「大友能直」に与えられ、建久7年（1196年）能直の縁者「古庄四郎重能（ふるしょう しげよし）能直の弟」が豊後入りした時、大神一族は激しく抵抗した。なかでも阿南惟家は高崎城（高崎山）に、弟の弥次郎家親は戸次庄利光の山に、大野九朗泰基（おおの やすもと）は神角寺城に立て篭もり抵抗したが、豊後守護職に補任された中原親能の派遣した源壹（みなもと の さかん）に誅伐される。ただし泰基の謀反は、大友文書録建久7年（1196）で当時豊後守護職中原親能に対する抵抗であったという。

## 系図・版図
豊後大神氏からは高知尾四郎・阿南氏・臼杵氏・大野氏・稙田氏に分かれ、『大分縣史』（中世編Ⅰ筑後本大神系図）によると臼杵氏からは緒方氏・佐賀氏・戸次氏・佐伯氏、稙田氏からは幸弘氏・田尻氏・光吉氏・吉籐氏、阿南氏から小原氏・大津留氏・武宮氏・橋爪氏と分かれている。